# One World (Rare Earth)
One World è il quarto album in studio del gruppo musicale statunitense Rare Earth, pubblicato nel 1971.

## Tracce
Side 1
1. What'd I Say (Ray Charles) – 7:15
2. If I Die (Pete Rivera) – 3:32
3. Seed (Rivera) – 3:34
4. I Just Want to Celebrate (Dino Fekaris, Nick Zesses) – 3:35

Side 2
1. Someone to Love (Gil Bridges) – 3:48
2. Any Man Can Be a Fool (John Persh) – 3:36
3. Road (Tom Baird) – 3:35
4. Under God's Light (Eddie Guzman, Ray Monette, Mark Olson) – 4:52